# Santa Teresinha (kommun i Brasilien, Paraíba)
Santa Teresinha är en kommun i Brasilien.   Den ligger i delstaten Paraíba, i den östra delen av landet, 1 500 km nordost om huvudstaden Brasília. Antalet invånare är 4 581. Arean är 358 kvadratkilometer.
Terrängen i Santa Teresinha är platt åt nordost, men åt sydväst är den kuperad.
Omgivningarna runt Santa Teresinha är huvudsakligen savann. Runt Santa Teresinha är det glesbefolkat, med 12 invånare per kvadratkilometer.